# NGC 6801
 NGC 6801  هي مجرة حلزونية تقع في كوكبة الدجاجة. اكتشفها لويس سويفت في 5 أغسطس 1886.

## مستعر أعظم
في مايو 2011 تم اكتشاف مستعر أعظم من النوع الأول. ايضاً تم اكتشاف مستعر أعظم من النوع الثاني في أغسطس 2015.

## وصلات خارجية
- NGC 6801 على موقع ويكي سكاي: DSS2, SDSS, GALEX, IRAS, Hydrogen α, X-Ray, Astrophoto, Sky Map, Articles and images